# Jörgen Jörälv

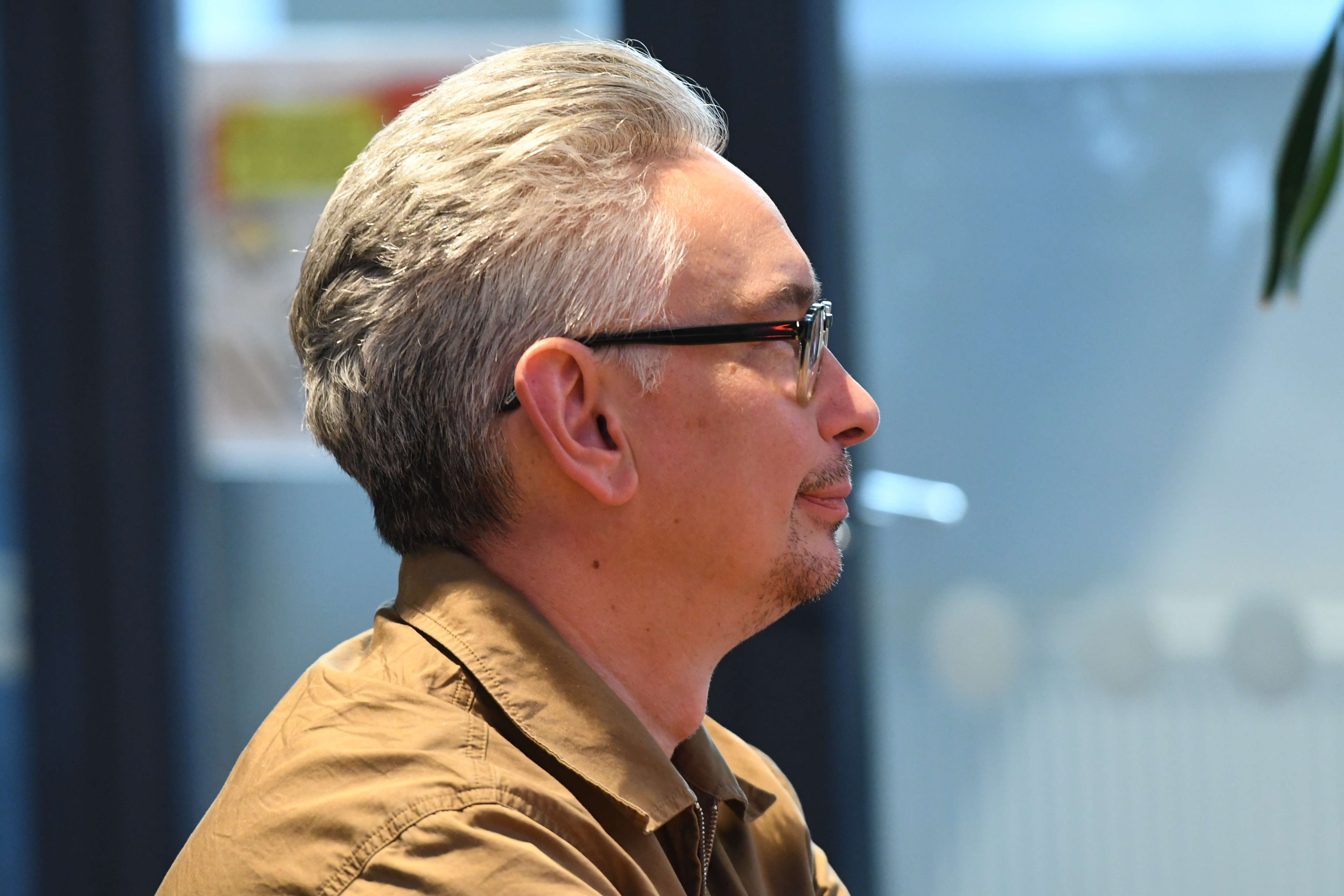
Jörgen Jörälv på Swecon 2019.

Jörgen Lennart Jörälv, född 5 december 1969, är en svensk serietecknare, författare och reklammakare.
Han var en av grundarna till reklambyrån Familjen STHLM men sålde 2022 sina andelar i företaget. Som författare har han skrivit och illustrerat barnböckerna Conny och ufo:t, Conny i rymden och Alla dör.
Jörälv är intresserad av science fiction och har skrivit en bibliografi över Sam J. Lundwalls verksamhet. 2023 publicerades hans bok Delta Science Fiction : Historik och bibliografi som gick igenom Delta förlags verksamhet och Sam J. Lundwalls utgivning som förläggare och författare.